# Sasaki
Sasaki又稱SWA集团，是一家跨領域的设计公司，业务范围涵蓋建筑設計、室内设计、规划和城市设计、空间规划、景觀設計、生态設計、土木工程設計等。公司总部位于美國马萨诸塞州的沃特敦，在中华人民共和国上海市设有办事处，客户和项目遍布全球。該公司由日裔美國人佐佐木英夫於1953年創辦。